# Новониколаевский военно-промышленный комитет
Новониколаевский военно-промышленный комитет был организован в 1915 году в Новониколаевске в числе других военно-промышленных комитетов для потребностей Русской армии в условиях Первой мировой войны. Ликвидирован в 1918 году.

## История
В 1915 году (не позже 25 июля) в Новониколаевске был создан военно-промышленный комитет, в который вошли 45 человек: по 10 — от Городской думы, биржевого комитета и городских рабочих, пять — от новониколаевских предприятий, три представителя кредитных товариществ, два человека из товарищества «Обской кооператор», по одному — от добровольно-пожарного общества, потребительского общества «Экономия», Обществ торгово-промышленных служащих, Алтайской и Омской железных дорог.
Председателем комитета был назначен Н. А. Туркин, член биржевого комитета, руководитель компании «Алтайские мукомолы», товаришем председателя — А. Г. Беседин, бывший городской староста (1907—1909). Позднее ВПК перешёл под управление председателя Новониколаевского биржевого комитета и управляющего отделением Русско-Азиатского банка И. К. Пименова, заместителем которого стал гласный городской думы Н. Е. Жернаков. Подобный состав позволял на прямую устанавливать контакты с товаропроизводителями, получать помощь при перевозке грузов и способствовал слаженной работе при выполнении казённых военных заказов.
Во время первого всероссийского съезда ВПК учредителями Новониколаевского военно-промышленного комитета был поднят вопрос о наделении его статусом областного, а не местного под управлением Томского областного военно-промышленного комитета. Но в итоге было принято решение в пользу включения новониколаевской организации в состав Омского областного ВПК, куда также вошли Барнаульский, Омский, Ишимский, Макушинский, Семипалатинский, Павлодарский, Петропавловский, Ялуторовский и Тарский военные комитеты.
В принятом на первом съезде ВПК Положении Новониколаевский местный комитет значился юридическим лицом, в обязанности которого входило «содействие снабжению армии и флота всеми необходимыми предметами снаряжения и довольствия». Формирование его денежных средств должно было происходить посредством однопроцентных отчислений от стоимости поставленных по военным заказам товаров, расходы следовало производить по смете, отчёты — в соответствии с установленной формой. Все подчинённые комитету предприятия были обязаны поставлять изготовленную продукцию по себестоимости, тогда как неподконтрольные ему организации могли осуществлять продажу по договорной цене с помощью комиссионной сделки.
Весной 1918 года Новониколаевский военно-промышленный комитет был ликвидирован.

## Деятельность
Осенью 1915 года комитет начал кампанию по заготовке продовольственных товаров и фуража, сбору информаци о городских предприятиях.

### Электричество и отопление
Благодаря содействию комитета для потребностей обороны было выделено 25,9 тысяч из 269,2 тысяч кВт энергии, произведённой в 1915 году городской электростанцией, нагрузка на которую заметно возросла уже на следующий год, так как в электричестве нуждались военные госпитали, солдатские казармы и бараки. Её мощность повысили с помощью дополнительного локомобиля, а количество электроламп увеличили с 15 до 20 тысяч. Отпуск электроэнергии для военных нужд достиг в 1916 году уже 30 тысяч кВт.
165,2 тысяч из 233,3 тысяч каменного угля, приобретённого городской управой, было предназначено для военного ведомства.

### Строительная отрасль
В 1916 году предполагалось изготовить 4 млн штук кирпича на муниципальном заводе, 3,8 млн штук из них предназначались для постройки военных объектов: концентрационного лагеря и военного холодильника (1,5 млн), дома инвалидов (1 млн), заразного барака (0,4 млн) и дезинфекционной пароформалиновой камеры (0,8). В этом же году на Городское управление легла ответственность за добычу 2000 кубических саженей камня для сооружения этих объектов и подъездных дорог к казармам.
Новониколаевский подрядчик П. А. Котельников получил посредством комитета заказ на 19,3 тысяч рублей от местной Войсковой строительной комиссии на выполнение малярных и стекольных работ в срок с 1914 по 1916 год.

### Кожевенная промышленность
Для работы на оборону комитетом были привлечены крупнейшие частные шорные производства города. Например, заключившая 23 декабря 1915 года контракт с ВПК мастерская А. Ф. Гужова занималась парной дышловой и обозной упряжью, в производстве которой было задействовано 17 человек (80 % от общего количества работников предприятия); аналогичным производством для военных нужд занимались 12 человек мастерской М. И. Гробова и 10 из 13 работников учреждения братьев П. П. и А. П. Текутьевых; а шорная мастерская и кожевенный завод З. И. Шамовского с 18 работниками создавали свои изделия исключительно для армейского сектора; на фронт работали также сапожные мастерские Крушевского, Долгова, Порубилкина.
В целом к 1 июня 1916 года количество продовольствия и различной упряжи, поставленного Новониколаевским военно-промышленным комитетом армии, составило 879 тыс. рублей.
По инициативе Новониколаевского военно-промышленного комитета и при его участии во второй половине 1915 года начинается возведение крупнейшей в дореволюционном Новониколаевске кожевенной фабрики по производству высококачественных сортов кож (до 50 тысяч штук ежегодно), полностью предназначавшихся для потребностей фронта.

### Деревообрабатывающая промышленность
Выполняли заказы для ВПК и два самых крупных лесопильных завода города, один из которых принадлежал Торговому дому «Антон Савельевич Чернышев и Сыновья» (выполнил подряд почти на 60 тысяч рублей, что составило свыше 30 % оборота предприятия), другой — Кабинету Его Величества (поставил военному ведомству материал стоимостью 215 тысяч рублей)

### Металлообработка
По заключённому с ВПК контракту от 1 февраля 1916 года по военным заказам начал работать старейший в городе металлообрабатывающий завод «Труд» Торгового дома «М. Я. Гордеев, В. М. Глотов, И. Ф. Костин и Ко», который изготавливал лошадиные подковы и снаряды для 9-сантиметровых бомбомётов германского образца. Для военного производства было задействовано 24 из 47 работников предприятия. По инициативе военно-промышленного комитета «Труд» был преобразован в акционерное общество. Для привлечения большего числа пайщиков сумму паевого взноса в 3 тысячи сократили до 100 рублей.
Созданное в 1914 году акционерное общество «Энергия» пыталось задействовать для нужд фронта ещё один городской завод этой отрасли — механическое и чугунолитейное предприятие Я.С. Вермана и Э. К. Петерса.

### Пищевая промышленность

#### Крупа и мукомольное производство
Ведущая роль при исполнении заказов для военного ведомства отводилась мукомольному производству Новониколаевска, чему благоприятствовали его выгодное географическое расположение и высокое сосредоточение в городе банковского и промышленного капитала этой отрасли, где были замешаны коммерческие интересы как управлений местных ВПК, биржевого комитета и городской думы, так и сотрудников отделений известных российских банков, в частности, председателя Омского отделения Русско-Азиатского банка Н. Д. Буяновского, занимавшего, в свою очередь, пост председателя Омского ВПК и входившего в состав правления «Алтайской фабрично-промышленной компании», на которую приходилась основная часть военных заказов. В 1915 году объём её мучного производства оценивался в 2,7 млн рублей, 22 % этой продукции были направлены на удовлетворение военных потребностей: стоимость пшеничной муки, произведённой для русской армии, составила 288,2 тысяч рублей, объём крупчатой муки для сербской армии — 190 тысяч пудов. Помимо этого фирма отправила на фронт 518 тысяч пудов овса на 323,3 тысяч рублей, а также просушила 809,7 тысяч пудов этой крупы на сумму 85,2 тысяч рублей. В 1915 году стоимость реализованных компанией военных заказов составила более 1 млн рублей, а в 1916 году этот показатель практически достиг 1 млн 900 тысяч рублей.
Значительно меньше военных заказов поступало «Южно-Алтайской мукомольной компании» и Торговому дому «Антон Савельевич Чернышев и Сыновья», перемоловшему в 1915 году 238 тысяч пудов (18 % этой продукции были направлены в армию).
Потребительское общество «Экономия» заключило договор подряда для заготовки 600 тысяч пудов овса и 200 тысяч пудов прессованного сена.

#### Мясная продукция
С 1 ноября 1915 года по 1 февраля 1916 года фирма братьев В. С. и И.Ф. Корольковых, А. И. Мошкова поставила для военных нужд 23,2 тысячи пудов мяса и 2,3 тысячи пудов сала (69 % от всей продукции данной компании).

## Межведомственные конфликты и нереализованные проекты

### Консервный завод
Работа комитета сопровождалась различными разногласиями с другими ВПК и Новониколаевским общественным самоуправлением, а также трудностями в вопросах организации в городе новых производств и получения крупных заказов от центрального ведомства, о чём свидетельствует, например, попытка добиться подряда на постройку мясоконсервного завода. Проблемы межведомственных отношений проявлись после предложения Центральным ВПК Омскому областному комитету организации предприятия для выпуска 35 млн коробок мясных консервов (по цене 33 копеек за штуку), из заказа Новониколаевску досталось производство до 15 млн коробок, тогда как остальное количество было предоставлено Омскому ВПК. Для организации дела была возможность взять 20 % ссуды и жесть для изготовления коробок. Новониколаевский комитет без согласования с местным городским управлением предложил выполнить заказ Обскому обществу сельского хозяйства, которое, с его точки зрения, было тесно связано с сельскохозяйственной продукцией. Когда об этом узнало общественное самоуправление, то выразило местному ВПК своё возмущение. В итоге после дополнительного обсуждения этого конфликтного случая 4 и 13 ноября 1915 года комитет принял решение о передаче заказа городскому общественному самоуправлению, на что новониколаевские власти согласились. В предложенных условиях оговаривались годичный срок реализации заказа, постройка и оборудование завода в течение 3—4 месяцев, поставка в установленное время жести и олова и 20-процентное финансирование после заключения договора. Городом была организована «консервная» комиссия, в которую вошли Т. А. Чернышев, И. И. Изосимов, К. А. Поляков, Р. М. Копылов и В. Н. Холкин. Кроме того, в качестве представителя по вопросам заказа и постройки завода в Петроград был отправлен гласный городской думы Н. Л. Ипполитов.

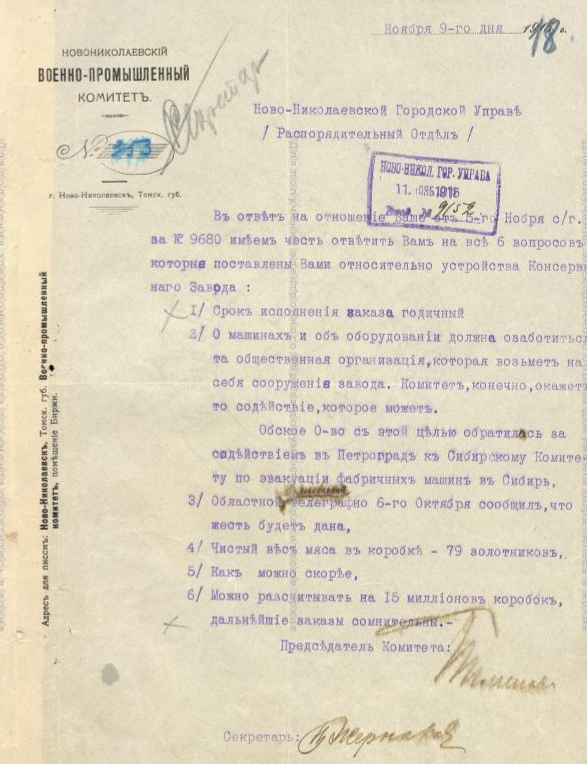

Однако в скором времени выяснилось, что Центральный ВПК решил передать заказ по поставке 10 млн коробок тушеного мяса британскому подданному М. Берглю, намеревавшемуся устроить в Новониколаевске завод, для которого уже были приобретены машины. В результате областной комитет был вынужден рекомендовать Берглю во избежания конкуренции на рынке объединиться в вопросах поставок с Новониколаевской городской думой.
Со стороны Бергля поступило предложении взять заказ на имя городского управления и одновременно на его имя при равных авансе и ответственности. Он предложил взять на себя руководство делами, заготовками, приобретение материалов, обустройство предприятия, средства же по его плану должны были вноситься равными частями. Городская управа была вправе для контроля назначить своего представителя. Местный ВПК был согласен с технической частью предложения, тогда как коммерческо-хозяйственная сторона по его мнению должна была решаться городом. Тем не менее городская дума отказалась от планов ВПК и Бергля и постановила «поддержать» своё первоначальное решение по поводу принятия заказа на себя.

Затем 4 марта 1916 года городской управой по данному вопросу для поездки в Петроград был назначен гласный городской думы присяжного поверенного Г. И. Жерновков, который, впрочем, не смог бы положительно повлиять на решение вопроса, так как, в отличие от Пименова, планировавшего вскоре возвратиться из столицы, не был наделён нужными полномочиями от ВПК. В итоге уже 8 марта Жерновков, отметив «явную несогласованность» между городским управлением и ВПК, подал в управу города заявление о своём отказе от поездки:
Не обладая способностью делать общественное дело в атмосфере коварства и подвохов, от командировки в Петроград по делу консервного завода отказываюсь
19 марта Пименов телеграфировал в городскую управу, что переговоры с Главным интендантом не достигли нужных результатов, и что он подал выписку в Бюро Центрального ВПК, в которой изложил экономические интересы заказа для города, надеясь после этого на разрешение вопроса в течение недели. Также он предположил, что поездка в Петроград представителя управы будет в этот раз нецелесообразной.
В итоге казённый заказ по возведению консервного завода Новониколаевск так и не получил.

### Завод по изготовлению жёлтой кровяной соли
Попытки городской думы и ВПК получить казенную ссуду на постройку в Новониколаевске завода по изготовлению жёлтой кровяной соли также оказались безрезультатны. Создание промышленного объекта инициировал Томский отдел Военно-химического комитета, который гарантировал как сбыт в казну соли, так и своевременную поставку железа и поташа, а также предоставление чертежей и командирования сотрудников для организации работы предприятия. 4 февраля 1916 года гласные городской думы приняли единогласное решение в пользу его строительства. 29 февраля прошло заседание городской управы при участии заместителя председателя местного ВПК Жернакова. В присутствии Я. И. Михайленко обсудили смету и план. Но ссуда так и не была получена, и проект остался нереализованным.

### Переговоры о переносе в Новониколаевск предприятий из районов эвакуации

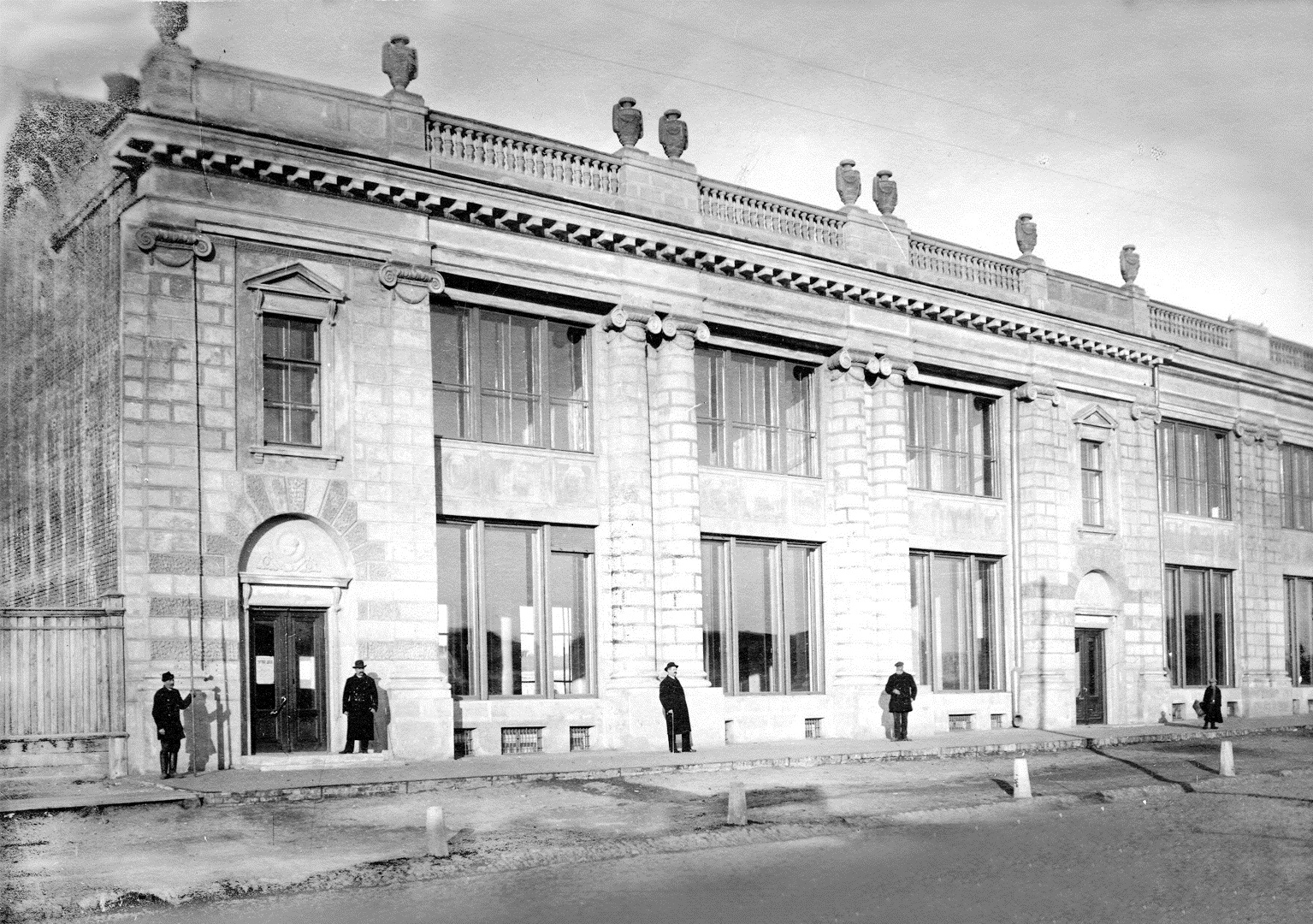
Дореволюционная фотография новониколаевского отделения Богородско-Глуховской мануфактуры, разместившей во время Первой мировую войны в городе оптовый склад для своей продукции.

Помимо устройства в городе новых производств местное ВПК с общественным городским самоуправлением предпринимала также и попытки перевести на территорию Новониколаевска ряд предприятий из других регионов страны, по поводу чего в 1915 году с Государственной Думой, министерствами финансов, внутренних дел, торговли и промышленности велись переговоры «об избрании Новониколаевска местом для перенесения сюда шерстопрядильных, льнопрядильных, ситцевых фабрик и кожевенных заводов» из районов эвакуации.
Комитет Сибирского бюро при Совете съездов представителей биржевой торговли и сельского хозяйства уведомил городскую управу об обращении в Комитет за информацией о Сибири товарищества щёточного производства Ифгленк (Рига), фабрики клеевой фанеры Ю. Потепа, акционерного общества консервной фабрики А. А. Гуйк, суконной фабрики О. Трей (Ковенская губерния); о желании перевести в Новониколаевск своё производство заявила пеньково-прядильная фабрика Яндуры (Квасилов, Волынская губерния). Тем не менее в связи с отсутствием в Сибири нужных производственных площадей и дефицитом квалифицированных кадров предприятия не хотели эвакуироваться дальше Урала. И только Богородско-Глуховская мануфактура («Морозов и Ко») начала в 1915 году возведение в городе крупного оптового склада.

## Влияние ВПК на экономику Новониколаевска
Несмотря на депрессивное в этот период состояние российской экономики в целом и, как следствие, проблемы местной промышленности в финансовой и материально-технической сфере, созданный в 1915 году Новониколаевский ВПК стал важным элементом в системе всего Военно-промышленного комплекса. В состав местного комитета входили предприятия основных областей экономики города и его окрестностей, которые отправляли для потребностей фронта от 18 до 100 % собственной продукции, снабжали армию фуражом, продовольствием, военным снаряжением и боеприпасами, обеспечивали военное ведомство электроэнергией и т. д.
Совместная работа ВПК и Новониколаевского городского общественного самоуправления способствовала укрупнению старых производств. Кроме того, комитет пытался организовать целый комплекс новых высокотехнологичных обрабатывающих предприятий.
Благоприятному выполнению оборонных заказов послужили как местные запасы минерального и растительного сырья, так и концентрация в Новониколаевске финансовых, торговых, промышленных и транспортных секторов общероссийского масштаба. Главенствовавшая в военных поставках мукомольная промышленность города, поддерживавшаяся казёнными подрядами ещё с периода Русско-Японской войны, обладала большим сосредоточением банковского и производственного капитала. Положительно сказался и опыт долговременных контактов городского управления и предпринимателей с военным интендантством, полученный во время создания (ещё до Первой Мировой войны) таких стратегических объектов города как военный городок, сухарный и кирпичный заводы и т. д. ВПК обеспечивал для продукции предприятий общий рынок сбыта, оказывал помощь в грузоперевозках и приобретении сырья.
Поступавшее через ВПК казённое субсидирование создавало базу по изготовлению товаров для армии и гражданского населения, помогало сохранению и росту мощностей многих производств Новониколаевска, способствовало строительству промышленных объектов и созданию новых рабочих мест.